# Huperzia somae
Huperzia somae là một loài thực vật có mạch trong Họ Thạch tùng. Loài này được (Hayata) Ching mô tả khoa học đầu tiên năm 1981.